# Gastone VII di Béarn
Gastone (in spagnolo Gastón, catalano Gastó, francese e occitano Gaston; 1225 – Maiorca, 1290) fu visconte di Béarn dal 1229 alla sua morte.

## Origine
Secondo la La Vasconie. Tables Généalogiques, Gastone era figlio del signore di Moncada e Visconte di Béarn, Guglielmo II e della moglie, Garsenda di Provenza, figlia del conte di Provenza, Alfonso II e della moglie, l'erede della contea di Forcalquier, Garsenda di Sabran, figlia del Signore di Caylar e d'Ansouis, Raniero († dopo il 1209) appartenente alla famiglia de Sabran e di Garsenda di Forcalquier ( - prima del 1193), l'unica figlia del Conte di Forcalquier, Guglielmo IV d'Urgell e di Adelaide di Bezieres, di cui non si conoscono gli ascendenti.

Sempre secondo la La Vasconie. Tables Généalogiques, Guglielmo II di Moncada era figlio del signore di Moncada e Visconte di Béarn, Guglielmo Raimondo di Moncada e della moglie, che secondo lo studioso statunitense John C. Shideler, nella sua opera A Medieval Catalan Noble Family: the Montcadas 1000-1230, era la cugina, Guglielma di Castellvell.

## Biografia
Nel 1229, suo padre, Guglielmo II, fece parte della spedizione per la conquista di Maiorca, morendo all'assedio di Madina Mayūrqa (oggi quartiere di Palma di Maiorca), nel mese di settembre.

Gastone gli succedette come Gastone VII, visconte di Bearn.

Data la minor età di Gastone, la madre, Garsenda, ne ebbe la tutela ed esercitò la reggenza, ricevendo, dal re d'Aragona, Giacomo I, diverse signorie a Maiorca, per riconoscenza ai meriti di suo padre.
Divenuto maggiorenne Gastone VII, dal 1240, si sottrasse alla influenza catalana, per entrare in contatto coi duchi di Guascogna nel contempo anche re d'Inghilterra.

Secondo Matteo di Parigi, nel suo Matthaei Parisiensis, monachi Sancti Albani, Chronica Majora, Volume 5 il conte di Leicester, Simone V di Montfort, nel 1248, sconfisse Gastone VII, devastando la viscontea, e, nel 1250, catturò Gastone VII e lo condusse in Inghilterra, dal suo re, Enrico III d'Inghilterra, che gli concesse il perdono.
In quello stesso anno (1250), sua suocera, la viscontessa di Marsan e contessa di Bigorre, Petronilla, fece donazione di diversi beni alla propria figlia, Mathe e al genero, Gastone VII, come viene documentato dal Procès pour la possession du comté de Bigorre (1254-1503).
Nel 1251, prima di morire, sua suocera, Petronilla, redasse un testamento, come riportato dal Procès pour la possession du comté de Bigorre (1254-1503).
Petronilla morì, in quello stesso anno, nel Monastero d'Escala-Dieu, a Banheras de Bigorra, lasciando la contea di Bigorre al nipote, Eschivat figlio della figlia primogenita, Alice e la viscontea di Marsan all'altra figlia, Mathe, moglie di Gastone VII.
Dopo la morte di Petronilla, Gastone VII cercò di occupare e annettersi la contea di Bigorre, ma, nel 1255, come attesta il documento n° III delle Pièces justificatives. Procès pour la possession du comté de Bigorre (1254-1503), Gastone VII e la moglie, Mathe, riconobbero conte di Bigorre, il nipote, Eschivat de Chabanais.
Nonostante questo documento, Eschivat, nel 1258, garantì la successione, al suo prozio (fratello del nonno, il conte di Bigorre, Guido di Montfort), il conte di Leicester, Simone V di Montfort, come da documenti n° IV, V, VI e VII del Procès pour la possession du comté de Bigorre (1254-1503); e la confermò, nel 1261, assieme al fratello, Giordano.
Prima di morire, Eschivat de Chabanais, nel 1283, come conferma il libro primo della storia della Turenna, aveva nominato erede la sorella Laura di Chabanais, viscontessa consorte di Turenna, che avrebbe dovuto dividere la contea con la sorellastra, Matilde di Courtenay, mentre, dopo la morte di Eschivat, Gastone VII rivendicò la contea in nome della figlia, la viscontessa di Marsan, Costanza di Moncada († 1310), come da lettera del primo settembre 1283, riportata nella Histoire de la Gascogne depuis les temps les plus reculés jusqu'à nos jours. Tome 6.
Gastone VII fece testamento il 21 aprile 1290, e morì il 26 aprile.

Come Viscontessa di Béarn, gli succedette la figlia, Margherita.

## Matrimonio e discendenza
Ancora secondo la La Vasconie. Tables Généalogiques, Gastone, nel 1240, aveva sposato  Mathe di Matha, figlia della viscontessa di Marsan e contessa di Bigorre, Petronilla e del quinto marito, Bosone di Matha († 1247), signore di Cognac.

Gastone da Mathe ebbe quattro figlie:
- Costanza, Viscontessa di Marsan[21]
- Margherita, Viscontessa di Béarn[22]
- Mathe di Béarn, che sposò il conte d'Armagnac Gerardo VI[22]
- Guglielma, che sposò Pietro di Aragona, Viceré di Catalogna[22].

Dopo essere rimasto vedovo, Gastone, nel 1273, sposò Beatrice di Faucigny, vedova del delfino del Viennois e conte di Albon, conte di Grenoble, di Oisans, di Briançon, di Embrun e di Gap, Ghigo VII, da cui non ebbe discendenza.

### Fonti primarie
- (LA)  Peter der Zweite, Graf von Savoyen, Markgraf in Italien
- (LA)  Matthaei Parisiensis, monachi Sancti Albani, Chronica Majora, Volume 5
- (LA)  (FR)  Procès pour la possession du comté de Bigorre (1254-1503).
- (LA)  Histoire de la Gascogne depuis les temps les plus reculés jusqu'à nos jours. Tome 6.
- (FR)  Histoire généalogique de la maison d'Auvergne et de Turenne.

### Letteratura storiografica
- (FR)  LA VASCONIE.
- (FR)  Histoire générale de Languedoc, Notes, tomus II.
- (ES)  AUÑAMENDI EUSKO ENTZIKLOPEDIA, BEARN.
- (EN)  A Medieval Catalan Noble Family: the Montcadas 1000-1230, cap. 5
- (FR)  Histoire générale des Alpes Maritimes ou Cottiènes par Marcellin Fornier, Continuation, Tome I.